# Хуан Сяньфань
Хуа́н Сяньфа́нь (кит. трад. 黄現璠, упр. 黄现璠, пиньинь Huáng Xiànfán, 13 ноября 1899 — 18 января 1982) — китайский историк. Его наиболее известная работа — «Краткая история чжуанов» изданная в 1957 году.

## Биография
Родился в Синьнинской области провинции Гуанси. По национальности — чжуан. В 1922 году поступил в 3-й педагогический колледж провинции Гуанси. В 1932 с отличием окончил Пекинский педагогический университет, где учился у выдающихся учителей, и в 1935 году получил степень магистра истории. Продолжил образование в Японии в Токийском Императорском университете (ныне — Токийский университет). В ноябре 1937 года вернулся в Китай. Был приглашен преподавать историю в Педагогическом университете провинции Гуанси. Он был первым в Китае профессором из числа чжуанов. После образования КНР в 1949 году стал первым председателем Китайского общества дружбы с зарубежными странами. С 1954 года — депутат НПКСК, входил в Комитет по вопросам межнациональных отношений. В 1958 году был обвинён в «правом уклонизме» и выведен из числа членов комитета; в 1979 году реабилитирован. Умер в 1982 году.

## Работы и достижения
Автор более 30 статей и книг по чжуанам. Был одним из соавторов книги «История чжуанов», опубликованной в 1988 году, уже после его смерти.